# Національна книга пам'яті жертв Голодомору 1932—1933 років в Україні

Націона́льна кни́га па́м'яті же́ртв Голодомо́ру 1932—1933 рокі́в в Украї́ні — є одним із найвагоміших результатів діяльності з дослідження  Голодомору та вшанування пам'яті його жертв з нагоди 75-х роковин трагедії. Видана на замовлення  Українського інституту національної пам'яті (УІНП) у 2008 році.
Національна книга пам'яті жертв Голодомору 1932—1933 років в Україні складається із загальнонаціонального тому та 18 регіональних томів, які підготовлені в регіонах, що постраждали від Голодомору 1932—1933 років в Україні: Вінницькій, Дніпропетровській, Донецькій, Житомирській, Запорізькій, Київській, Кіровоградській, Луганській,  Одеській, Полтавській, Сумській, Харківській, Херсонській, Черкаській, Чернігівській областях та в м. Києві. Підготовка томів здійснювалася обласними та Київською міською державними адміністраціями під керівництвом УІНП.
УІНП продовжує роботу зі створення електронної карти Голодомору, до якої заносяться дані томів Національної книги пам'яті.

## Загальнонаціональний том
Загальнонаціональний том Національної книги пам'яті підготовлено УІНП із залученням найавторитетніших дослідників Голодомору 1932—1933 років в Україні. Том складається з таких розділів:
- Аналітичний розділ «Як це було», в якому на підставі всього комплексу документів проаналізовано історичні та правові аспекти Голодомору 1932—1933 років, наведено докази його зумисності та злочинної суті як геноциду українського народу. Продовженням розділу є наступні підрозділи «Свідчення очевидців» та «Документи», у яких наводяться конкретні докази злочинної природи Голодомору.

- Розділ «Територія Голодомору», у якому розкриваються особливості Голодомору в географічному вимірі. Тут наведено докази, що від Голодомору постраждали всі регіони тодішньої УРСР. Складовою частиною розділу є перелік встановлених населених пунктів, що постраждали від Голодомору. Перелік укладено на підставі матеріалів, до яких обласними державними адміністраціями включено архівні документи та опитування свідків. До переліку включено близько 13 500 населених пунктів.

- Реєстр документів з тематики Голодомору із зазначенням архівів та інтернет-ресурсів, де можна ознайомитися із зазначеними документами.

- «Хроніка» Голодомору із поденним описом подій від осені 1932 до літа 1933 років в Україні.

- Вибрана бібліографія з тематики Голодомору, яка охоплює найважливіші праці, присвячені Голодомору 1932—1933 років в Україні.

- В розділі «Фотодокументи» розміщено 140 тогочасних фотографій.

Наприкінці тому вміщено іменний та географічний покажчики.

## Регіональні томи
Регіональні томи Національної книги пам'яті мають структуру, яка складається з таких основних частин: Вступної статті, у якій дається історична характеристика Голодомору 1932—1933 років в регіонів, розділів «Мартиролог», «Документи», «Свідчення».
До 18 регіональних томів внесено понад 13 тис. населених пунктів і включено імена 882510 мешканців України, що померли від голоду в 1932—1933 роках.
У Донецькій, Одеській, Харківській, Хмельницькій та Черкаській областях томи складаються з кількох частин. У Хмельницькій та Черкаській областях видано обидві заплановані частини, у Донецькій, Одеській, Харківській областях у 2008 році видано перші частини. Загальний обсяг виданих томів Книги становить понад 22 тисячі сторінок.